# Peter Hochschorner
Peter Hochschorner (Bratislava 7 september 1979) is een Slowaaks kanovaarder gespecialiseerd in slalom. Hochschorner vormt samen met zijn tweelingbroer Pavol Hochschorner een duo. Samen werden ze driemaal olympisch kampioen en vijfmaal wereldkampioen in de C-2 slalom en wonnen in 2012 ook nog olympisch brons in de C-2 slalom. Peter & Pavol  Hochschorner zijn met hun drie gouden en één bronzen medaille de meeste gelauwerde olympische slalom kanovaarders.

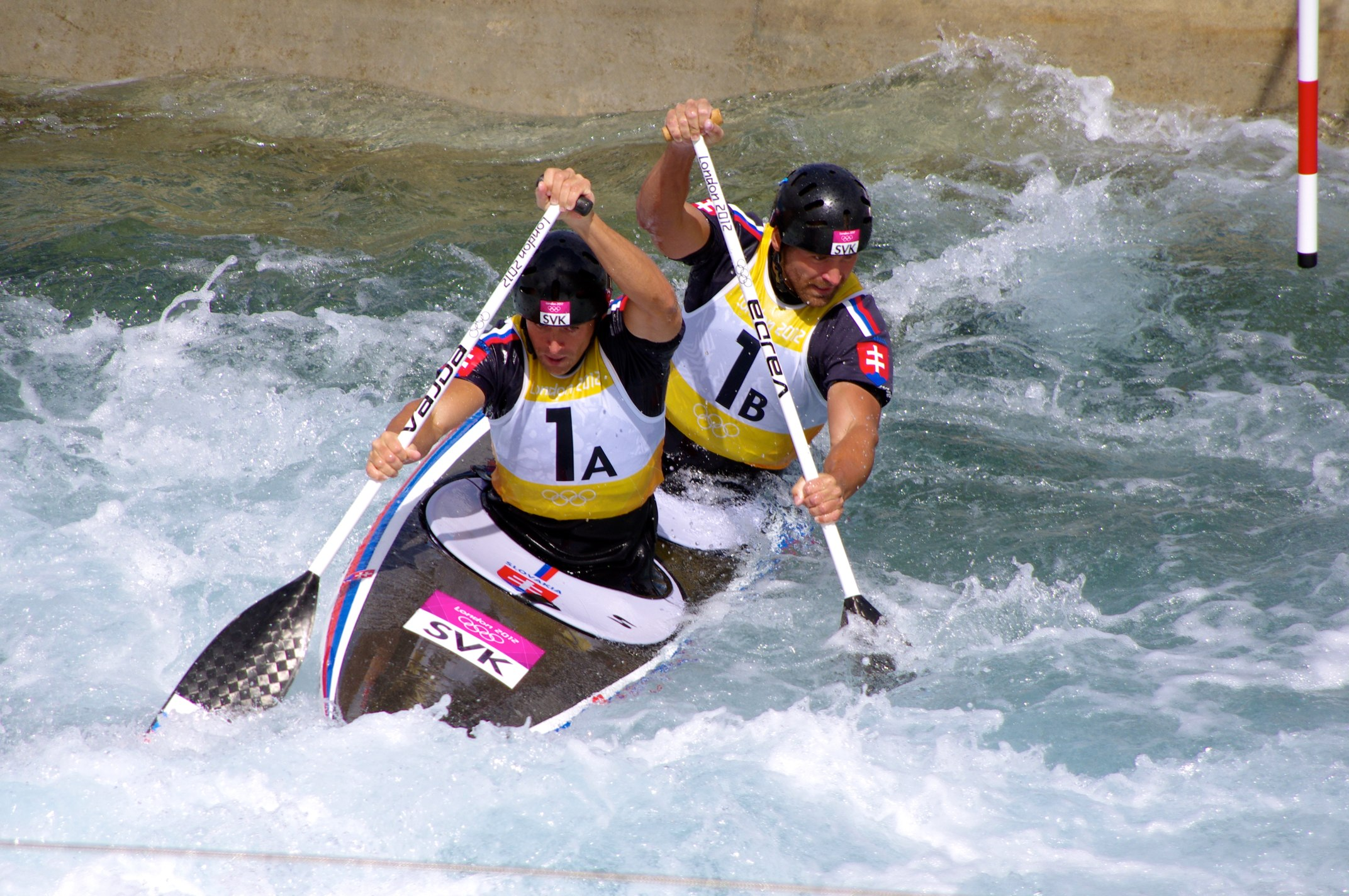
De broers Hochschorner (Peter achterin) tijdens de Olympische Zomerspelen 2012

## Resultaten
- Wereldkampioenschappen kanoslalom 1997 in Três Coroas 23e slalom C-2
- Wereldkampioenschappen kanoslalom 1999 in La Seu d'Urgell 15e slalom C-2
- Olympische Zomerspelen 2000 in Sydney  slalom C-2
- Wereldkampioenschappen kanoslalom 2002 in Bourg-Saint-Maurice  slalom C-2
- Wereldkampioenschappen kanoslalom 2003 in Augsburg  slalom C-2
- Olympische Zomerspelen 2004 in Athene  slalom C-2
- Wereldkampioenschappen kanoslalom 2005 in Penrith 11e slalom C-2
- Wereldkampioenschappen kanoslalom 2006 in Praag  slalom C-2
- Wereldkampioenschappen kanoslalom 2007 in Foz do Iguaçu  slalom C-2
- Olympische Zomerspelen 2008 in Peking  slalom C-2
- Wereldkampioenschappen kanoslalom 2009 in La Seu d'Urgell  slalom C-2
- Wereldkampioenschappen kanoslalom 2010 in Ljubljana  slalom C-2
- Wereldkampioenschappen kanoslalom 2011 in Bratislava  slalom C-2
- Olympische Zomerspelen 2012 in Londen  slalom C-2
- Wereldkampioenschappen kanoslalom 2013 in Praag 19e slalom C-2
- Wereldkampioenschappen kanoslalom 2014 in Deep Creek Lake 17e slalom C-2
- Wereldkampioenschappen kanoslalom 2015 in Broxbourne 12e slalom C-2
- Wereldkampioenschappen kanoslalom 2017 in Pau 10e slalom C-2

1972: Rolf-Dieter Amend & Walter Hofmann ·
1992: Joe Jacobi & Scott Strausbaugh ·
1996: Franck Adisson & Wilfrid Forgues ·
2000: Pavol Hochschorner & Peter Hochschorner ·
2004: Pavol Hochschorner & Peter Hochschorner ·
2008: Pavol Hochschorner & Peter Hochschorner ·
2012: Tim Baillie & Etienne Stott ·
2016: Ladislav Škantár & Peter Škantár